# Ford Model K
O Ford Model K foi um carro produzido pela Ford Motor Company a partir de 1906 substituíndo o modelo anterior, o Ford Model B.